# 尖槐藤
尖槐藤（学名：Oxystelma esculentum）为夹竹桃科尖槐藤属的植物。分布于柬埔寨、越南、印度、老挝、斯里兰卡、泰国、印度尼西亚以及中国大陆的云南、广东、广西等地，生长于海拔750米至780米的地区，见于溪河旁潮湿灌木丛中或低丘陵林地潮湿沟边岩石上，目前尚未由人工引种栽培。果可食。

## 别名
高冠藤（云南）